# Rogatek sztywny
Rogatek sztywny (Ceratophyllum demersum L.) – gatunek byliny z rodziny rogatkowatych (Ceratophyllaceae). Rozprzestrzeniony jest na wszystkich kontynentach z wyjątkiem Antarktydy, przy czym zwarty zasięg obejmuje strefę umiarkowaną półkuli północnej. W Polsce jest rozpowszechniony na niżu, ale rzadki na pogórzu. W górach nie rośnie. 
Rozprzestrzenia się i zwiększa liczebność wraz ze wzrostem trofii wód powierzchniowych. W wielu jeziorach i stawach porasta rozległe powierzchnie wypierając inne gatunki roślin. Rozmnaża się głównie wegetatywnie.

## Morfologia

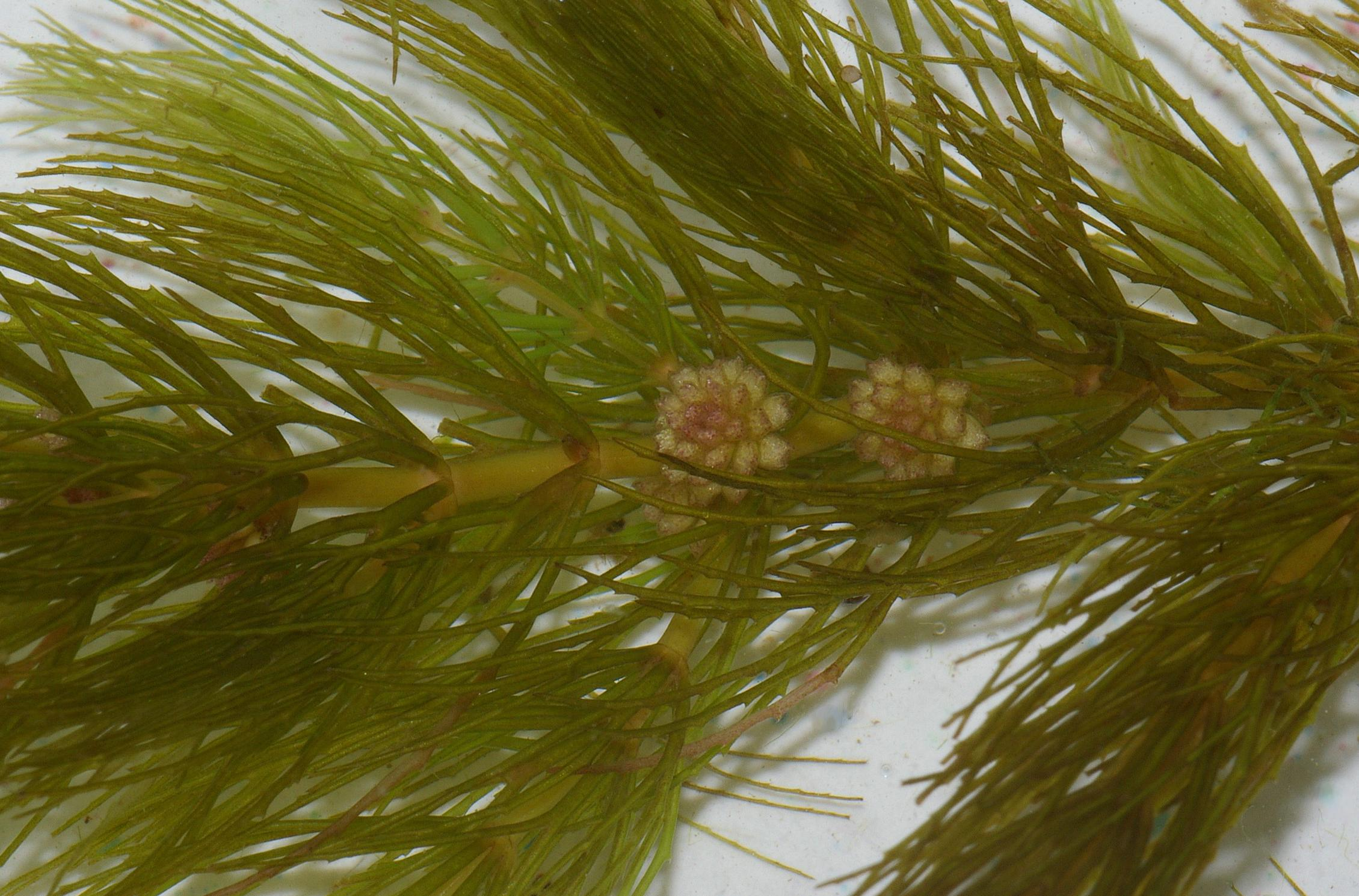
Organy generatywne

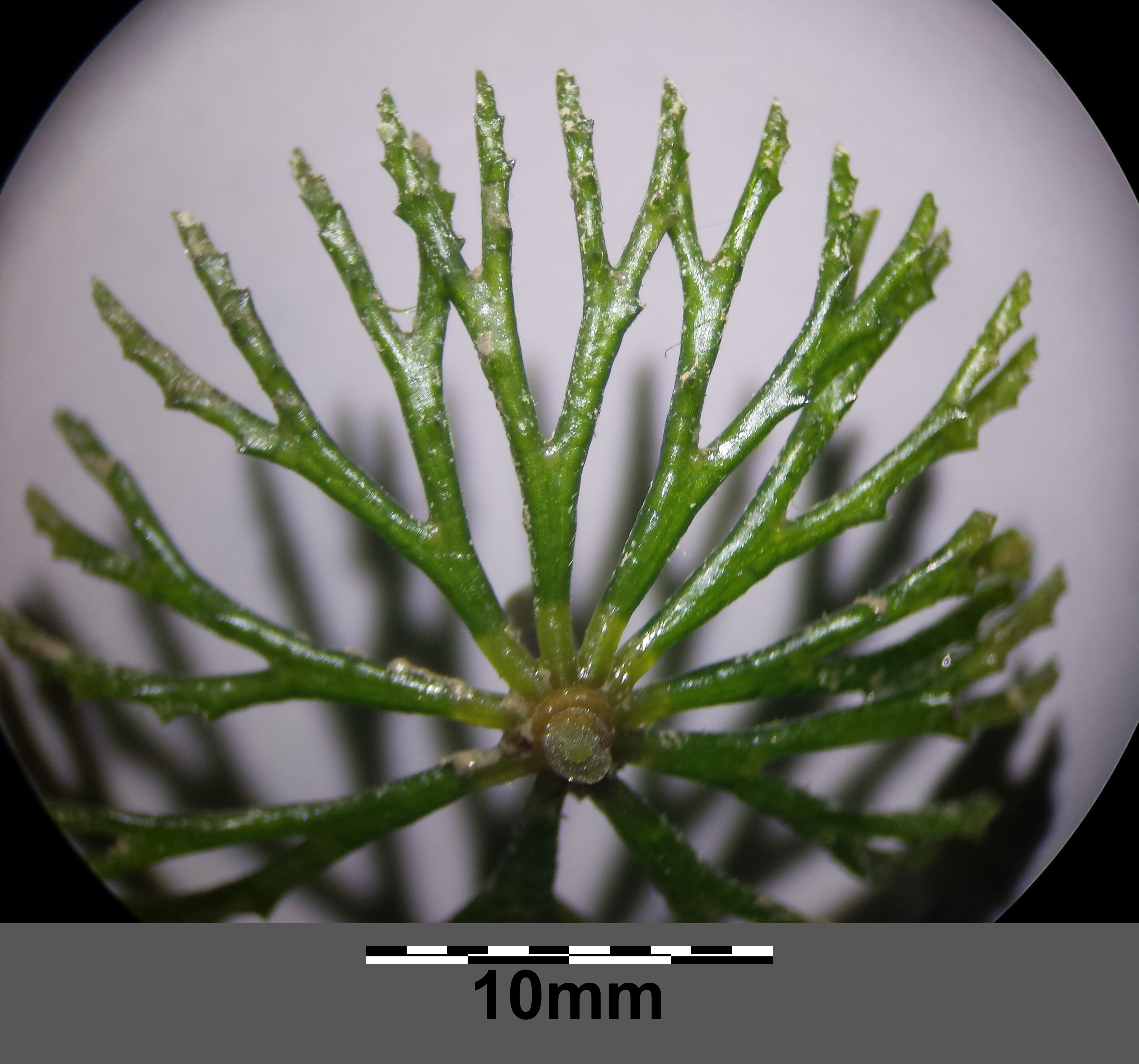
Sztywne, widlasto podzielone liście

PokrójRoślina o długich, silnie rozgałęzionych pędach i charakterystycznym wyglądzie nadawanym przez rosnące w okółkach sztywne i widlasto rozgałęzione liście. W dotyku szorstka i chropowata. Nie wykształca korzeni, a ich funkcję pełnią zmodyfikowane pędy przypominające korzenie (tzw. ryzoidy).
ŁodygaOsiąga ponad 1 m długości, ulistniona okółkowo.
LiścieIgłowate, widlasto (dichotomicznie) podzielone raz lub dwukrotnie. Sztywne za sprawą związków wapnia odkładanych w nich w dużych ilościach. Na brzegach opatrzone rzadkimi, wyraźnymi ząbkami zakończonymi kolcami.
KwiatyNiepozorne, pozbawione są okwiatu, ale otaczają je liściopodobne wyrostki, rozdzielnopłciowe, o licznych pręcikach i 1 słupku, kwitnie od lipca do września. Kwiaty wyrastają w kątach liści, rozwijają się i zapylane są pod wodą (hydrogamia).
OwocePodłużnie jajowaty orzeszek, w dolnej części z dwoma kolcami lub guzkami.
Gatunki podobneBardzo podobny rogatek skrzydełkowaty różni się oskrzydlonym orzeszkiem i spłaszczonymi na nim kolcami. Rogatek krótkoszyjkowy jest jasnozielony, o miękkich liściach 3–4 × widlastodzielnych, jego owoce mają tylko jeden i krótki kolec na szczycie.

## Ekologia
Hydrofit zanurzony. Nie toleruje znacznych spadków poziomu wody i przesuszenia. Występuje w eutroficznych wodach stojących i wolno płynących. Gatunek charakterystyczny dla klasy Potametea oraz zespołu Ceratophylletum demersi. Często tworzy warstwę roślin zanurzonych w zbiorowiskach z roślinami o liściach pływających (np. w zbiorowiskach z grzybieniami białymi lub grążelem żółtym). Na zimę opada na dno zbiornika.
Rogatek może tworzyć niezwykle gęste warstwy uniemożliwiające dostęp światła do dna zbiornika i rozwój innych roślin. Przy braku dostępu do światła najniższe pędy rogatka zabarwione są normalnie ale rosną bardzo powoli.

## Uprawa
Roślina uprawna: stosowana do nasadzeń w oczkach wodnych.
- Sposób uprawy: pozyskuje się i sadzi pędy. Przymocowuje się je do dna kamieniem lub po prostu wrzuca do zbiornika. Nie nastręcza problemów w uprawie, uciążliwe mogą być tylko nitkowate glony porastające często pędy rogatka w zbiornikach przeżyźnionych. Rogatek silnie natlenia wodę i daje ochronę dla narybku i drobnych zwierząt wodnych. W łodygach jaja składają małe ważki z rodzaju Coenagrion.

## Taksonomia
SynonimyCeratophyllum asperum Lam. 1779, C. cornutum Rich. 1810, C. verticillatum Roxb. 1814, C. tricorne Dumort. 1827, C. tricuspidatum Dumort. 1827, C. unicorne Dumort. 1827, C. apiculatum Cham. 1829, C. indicum Willd. ex Cham. 1829, C. oxyacanthum Cham. 1829, C. tuberculatum Cham. 1829, C. echinatum A. Gray 1847, C. chilense Leyb. 1859, C. aquaticum H.C. Watson 1873, C. gibbum Laforet ex Nyman 1878, C. cristatum Spruce ex K. Schum. 1894.
ZmiennośćW obrębie gatunku wyróżnia się 5 odmian:
- C. demersum var. apiculatum (Cham.) Asch.
- C. demersum var. demersum
- C. demersum var. inerme J.Gay ex Radcl.-Sm.
- C. demersum var. platyacanthum (Cham.) Wimm. – rogatek skrzydełkowaty
- C. demersum var. quadrispinum Makino